# Bartłomiej Garbacik
Bartłomiej Garbacik (ur. 1 lutego 1992) – polski judoka.
Zawodnik klubów: UKS MOSiR Jasło (2007-2008), TS Wisła Kraków (2009-2014), KS AZS AWF Katowice (od 2014). Dwukrotny złoty medalista zawodów Pucharu Europy (2014 w Sindenfilgen i 2016 w Dubrowniku). Mistrz Polski 2014, wicemistrz Polski 2016 oraz dwukrotny brązowy medalista mistrzostw Polski (2013, 2015) w wadze do 60 kg.